# Regina septemvittata
Regina septemvittata is een slang uit de familie toornslangachtigen (Colubridae) en de onderfamilie waterslangen (Natricinae).

## Naam en indeling
De wetenschappelijke naam van de soort werd voor het eerst voorgesteld door Thomas Say in 1825. Oorspronkelijk werd de wetenschappelijke naam Coluber septemvittatus gebruikt. De slang werd later aan andere geslachten toegekend, zoals Tropidonotus, Nerodia en Natrix.
Er is nog geen Nederlandse naam voor deze soort. In de Engelse taal wordt de slang queen snake (koninginneslang) genoemd. De soortaanduiding septemvittata betekent vrij vertaald 'zevenstrepig'; septem = zeven en vittatus = band of streep.

## Uiterlijke kenmerken
De slang bereikt een lichaamslengte van ongeveer 40 tot 60 centimeter, uitschieters kunnen tot 92 cm lang worden. Pasgeboren juvenielen hebben een lengte van ongeveer 17 tot 27 cm. De lichaamskleur is bruin, de onderzijde is geel tot witgeel met vier donkere lengtestrepen.

## Levenswijze
De slang is waterminnend en wordt meestal zwemmend aangetroffen. De soort zont niet zoveel als andere waterslangen. Bij verstoring wordt het lichaam afgeplat en wordt een stinkende secretie uit de anaalklieren geperst. De slang bijt zelden maar probeert zich krachtig los te manoeuvreren als het dier wordt opgepakt. Regina septemvittata heeft een voor slangen bijzondere voedselspecialisatie: de slang leeft vrijwel uitsluitend van kleine rivierkreeftjes die in het water worden gevangen. Feilloos weet de slang de pas vervelde exemplaren op te sporen die een wat zachter pantser hebben. Hierdoor zijn de dieren lastig in gevangenschap te houden.
De vrouwtjes zijn eierlevendbarend en brengen acht tot twaalf jongen ter wereld. Vijanden zijn onder andere slangen, vogels en rovende zoogdieren.

## Verspreiding en habitat
De soort komt voor in delen van Noord-Amerika en leeft Canada (in de provincie Ontario) en de Verenigde Staten (in de staten Arkansas, Wisconsin, Illinois, Michigan, Indiana, Ohio, New York, Pennsylvania, Maryland, Delaware, West Virginia, Virginia, Kentucky, Tennessee, North Carolina, South Carolina, Georgia, Alabama, Mississippi, Missouri en Florida). De habitat bestaat uit vele verschillende typen draslanden. Ook in door de mens aangepaste streken zoals grote waterreservoirs en kanalen kan de slang worden aangetroffen.

## Beschermingsstatus
Door de internationale natuurbeschermingsorganisatie IUCN is de beschermingsstatus 'veilig' toegewezen (Least Concern of LC).